# Walram de Juliers
Walram de Juliers (1240/1245 - 20 août 1297 à la bataille de Furnes) fils cadet de Guillaume IV de Juliers, comte de Juliers et de Richardis de Gueldre, fille de Gérard III, comte de Gueldre.

## Biographie
En 1278, quand son père et son frère aîné sont tués à Aix-la-Chapelle, Walran leur succède comme comte de Juliers.
Walram est un farouche adversaire de Siegfried II de Westerburg, l'archevêque de Cologne et un partisan de Jean Ier, duc de Brabant dans la Guerre de succession du Limbourg. Au cours de la bataille de Worringen en 1288 il capture l'archevêque.
Combattant contre les Français aux côtés de Gui de Dampierre, comte de Flandre,  Walram est tué à la bataille de Furnes le 20 août 1297. Son frère Gérard lui succède comme comte de Juliers.

## Mariage et descendance
En 1296, Walram épouse Marie de Brabant-Aarschot (née vers 1278 - 25 février 1332, fille de Godefroy d'Aerschot et de Jeanne de Vierzon. Ils ont un fils :
- Guillaume (1297/98 - 31 octobre 1311).